# Stazione di Capriva
La stazione di Capriva era una fermata sita a Capriva del Friuli sulla linea ferroviaria Udine-Trieste.

## Movimento
Non è più servita da treni dall'introduzione dell'orario cadenzato il 15 dicembre 2013.